# Co-cathédrale d'Osijek
L'église de Saint Pierre et Saint Paul (en croate : Crkva svetog Petra i Pavla), la co-cathédrale de l'archidiocèse catholique romain de Đakovo-Osijek, est une église néo-gothique située à Osijek, en Croatie. La flèche à plusieurs niveaux de 90 mètres est l'un des monuments de la ville. L'église a été construite en 1898 à l'initiative de l'évêque de Đakovo Josip Juraj Strossmayer .

## Description
L'église est entrée par une petite porte à droite du portail principal, dominée par un trio de gargouilles. L'intérieur est un trésor d'ornementation néo-gothique, avec une succession d'autels à pinacles dominés par des vitraux exubérants. L'intérieur a été achevé en 1938-1942 lorsque le grand peintre croate Mirko Rački a recouvert les murs et les plafonds de fresques aux couleurs vives illustrant des épisodes célèbres de l'Ancien et du Nouveau Testament.

## Anecdotes
- C'est le plus haut bâtiment de Croatie en dehors de Zagreb.
- La capacité de l'église pendant la messe est de plus de 3000 personnes.
- L'église est construite avec trois millions et demi de briques et possède des autels en pierre de couleur.
- Les quatre cloches pèsent 2665 kg, 1552 kg, 740 kg et 331 kg [2]
- En 1991, pendant la guerre d'indépendance croate, l'église a été lourdement endommagée.

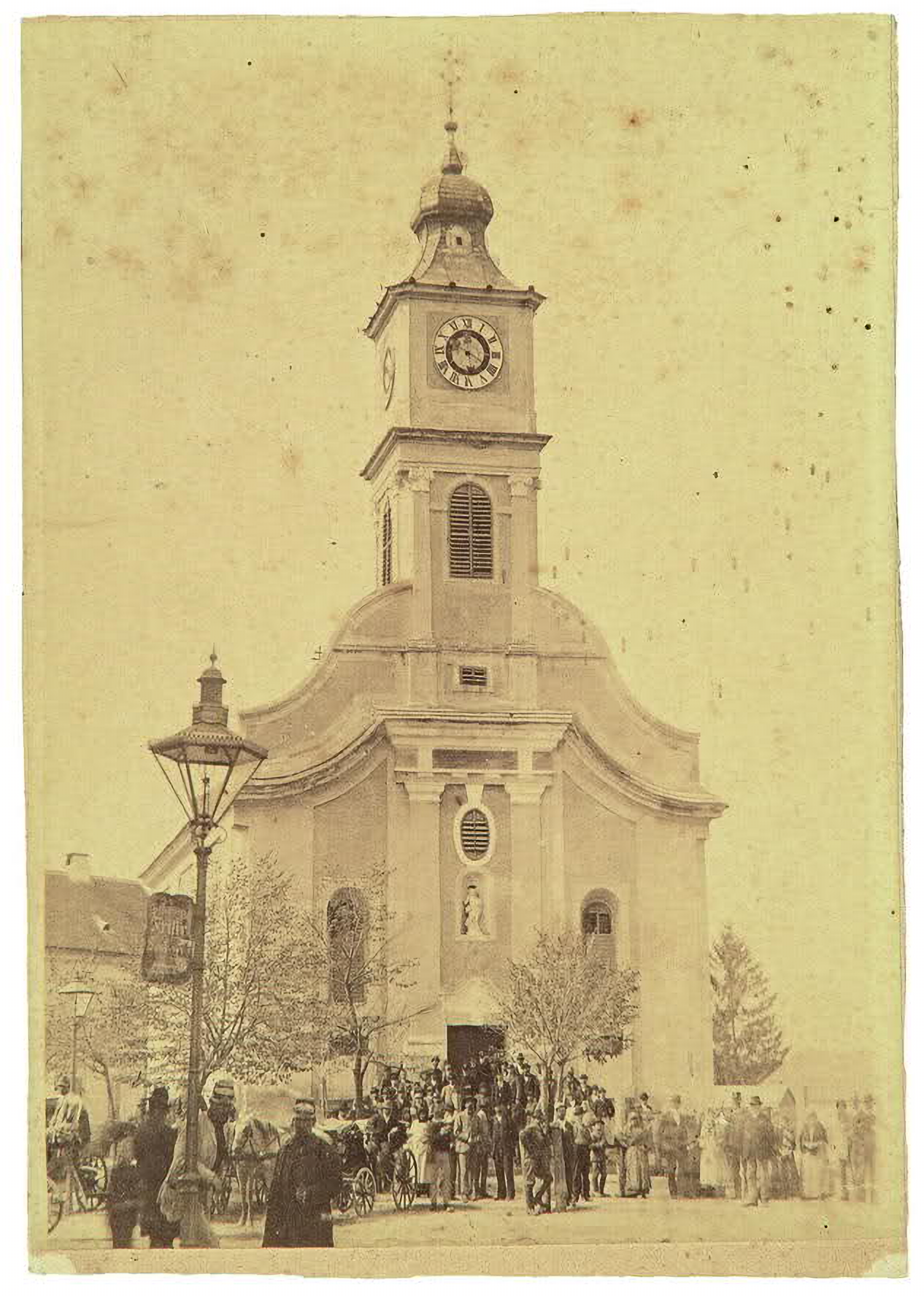
Ancienne église baroque démolie pour construire la nouvelle co-cathédrale néo-gothique
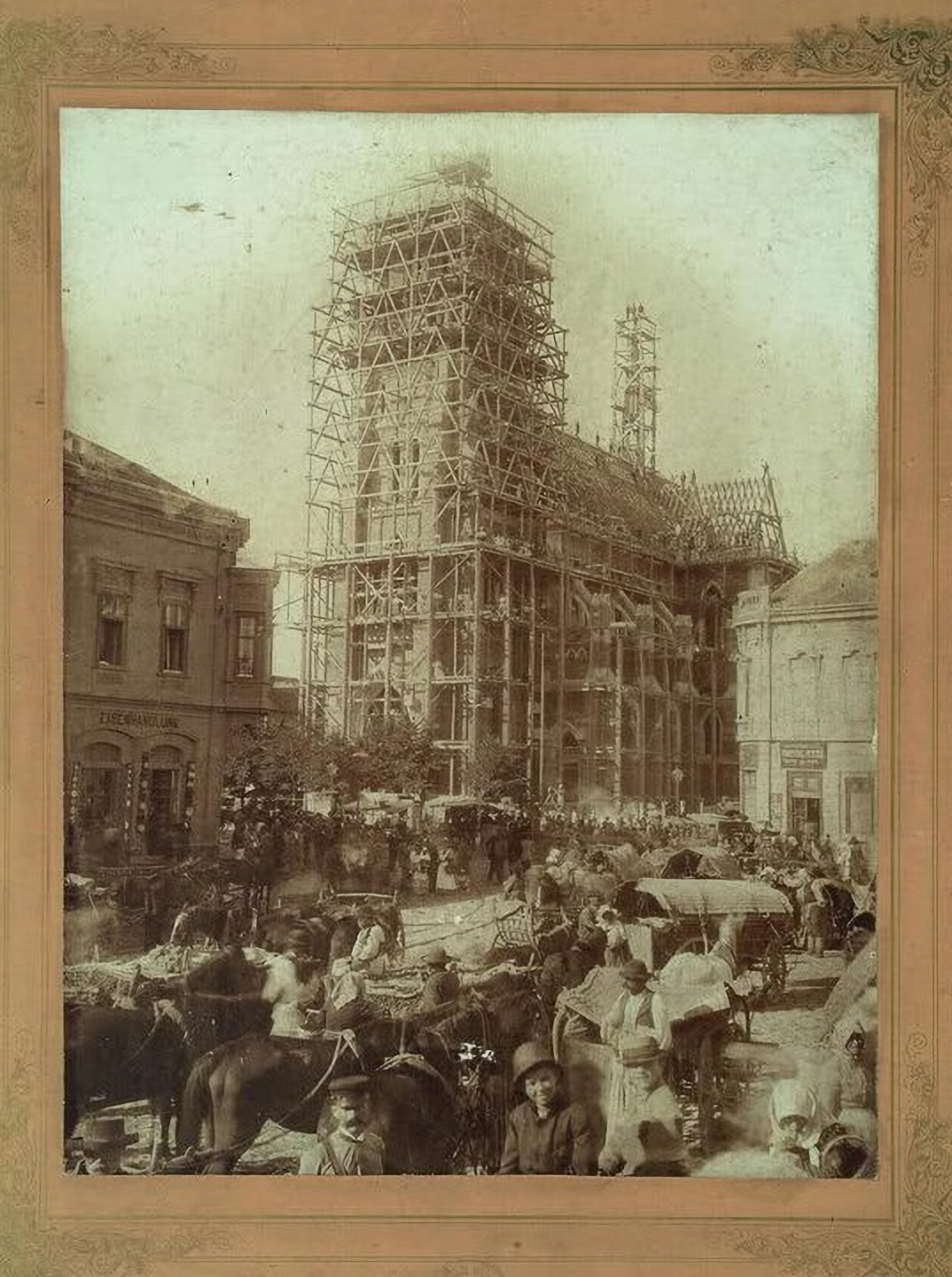
Construction de la co-cathédrale en 1897
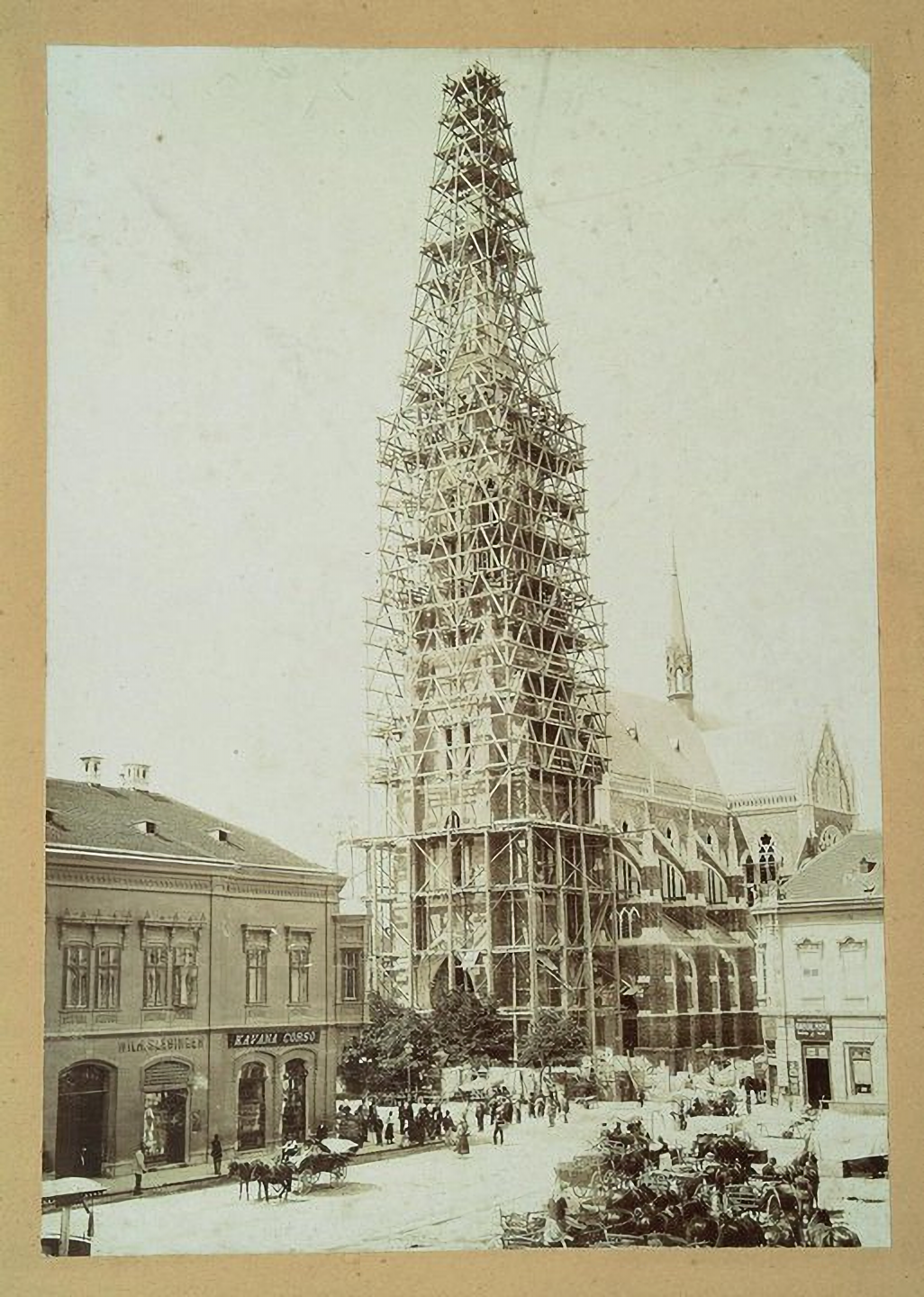
Construction de la co-cathédrale en 1898
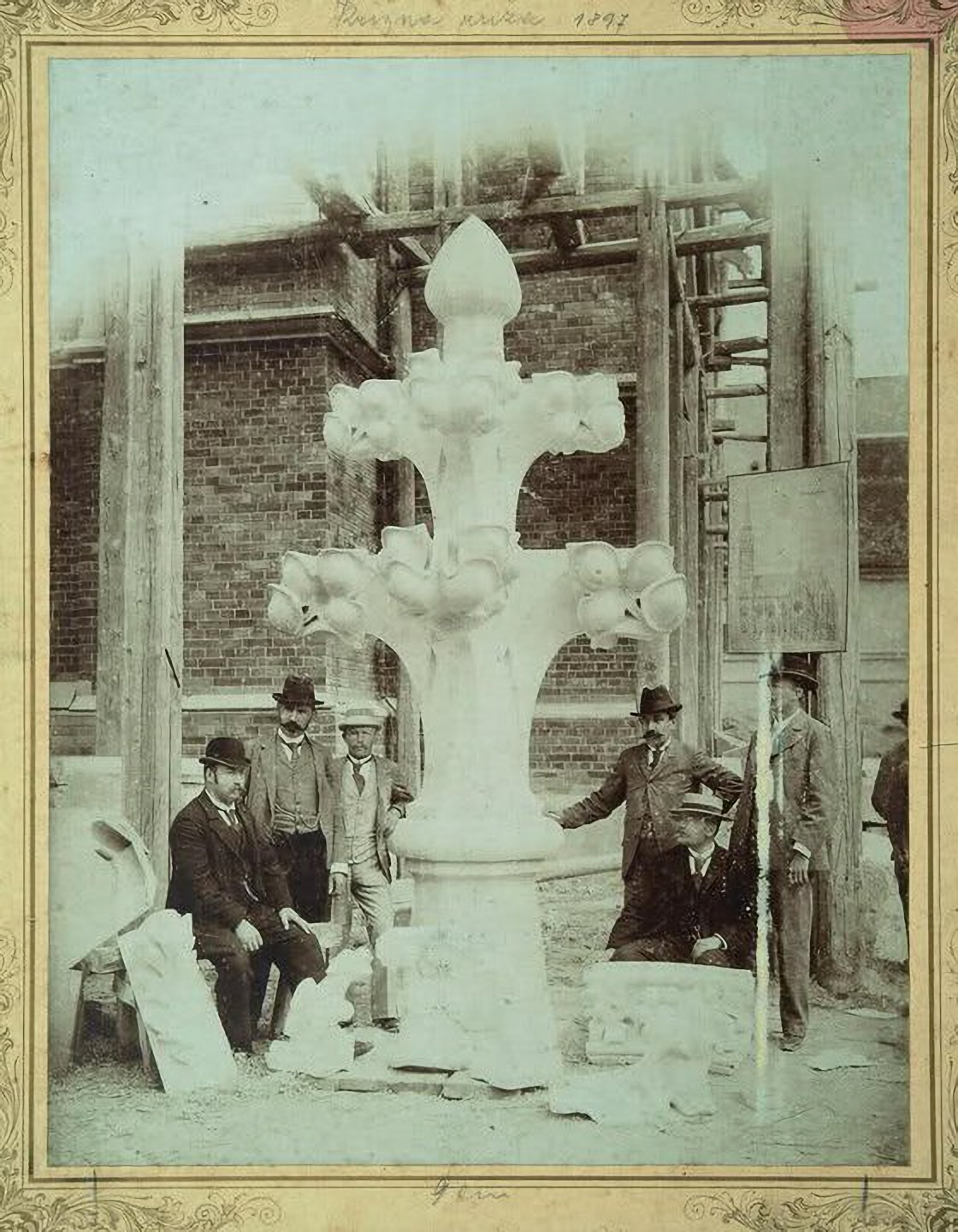
Le haut de la co-cathédrale avant le montage
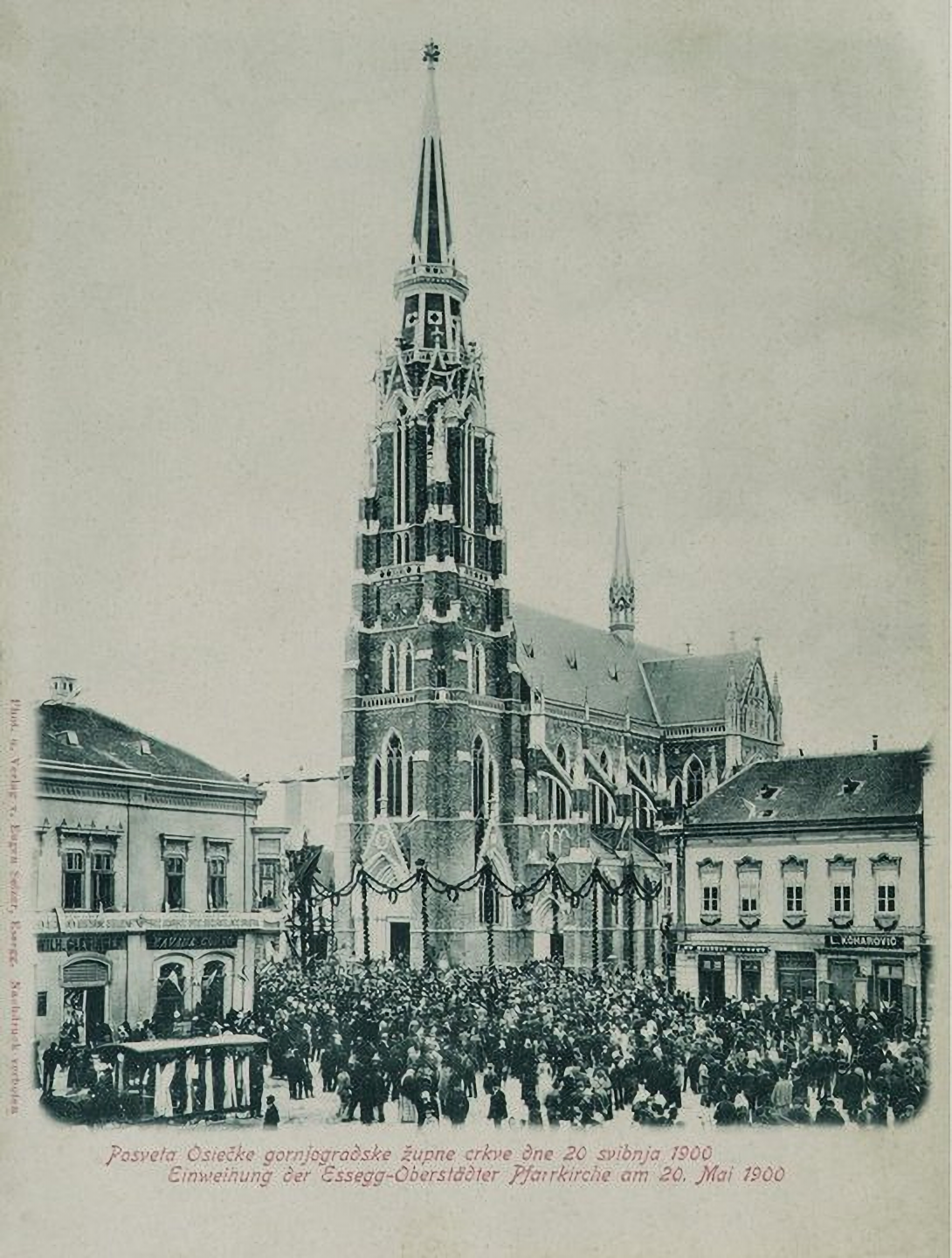
Consécration de la co-cathédrale le 20 mai 1900
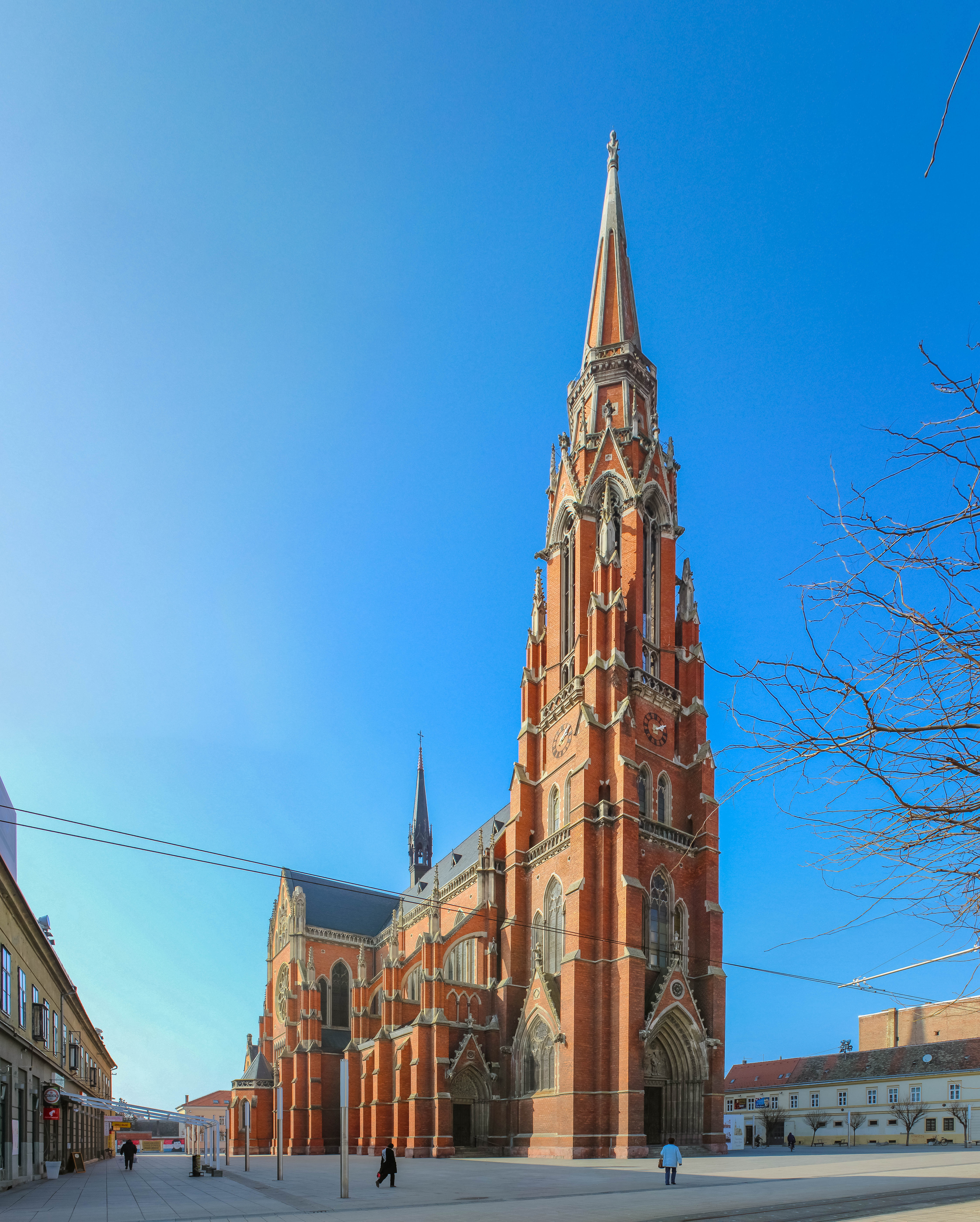
Co-cathédrale aujourd'hui